# Furo

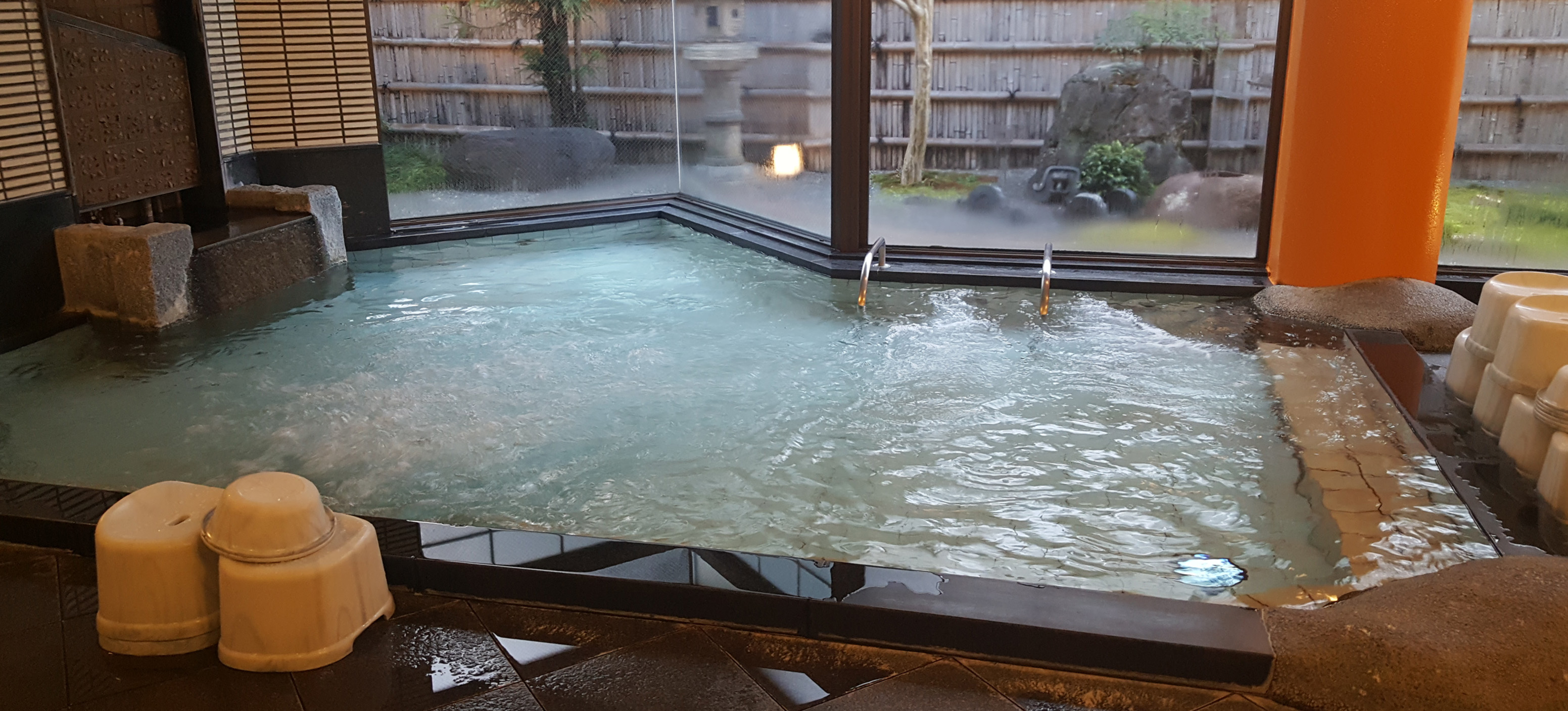
Łaźnie w niektórych hotelach są wyposażone w urządzenia do hydromasażu, kąpieli wirowej lub jacuzzi

Furo (jap. 風呂) – w Japonii: kąpiel, wanna, łazienka; także furoba (łazienka, pomieszczenie do kąpieli) lub o-furo → użycie o-, przedrostka honoryfikatywnego (keigo), grzecznościowego (czasem w zapisie ofuro)

## Opis
Klimat Japonii – gorący i wilgotny latem i mroźny zimą – oraz obfitość gorących źródeł na całym archipelagu doprowadziły przez setki lat do utworzenia różnych wzorców kąpieli w gorącej wodzie w całym kraju.
Furo pierwotnie oznaczało nekki-yoku (kąpiel w gorącym powietrzu) lub jōki-yoku (kąpiel w parze). Te tradycyjne metody kąpieli wymagały jaskiń, czy grot, w których rozpalano ogień, aby wypełnić przestrzeń gorącym powietrzem. Również dzisiaj istnieją w zachodniej Japonii – od obszarów przybrzeżnych Morza Wewnętrznego (Seto-naikai) po północne Kiusiu (Kyūshū) – obiekty kąpielowe, zwane ishi-buro (kąpiele kamienne). 
Literatura z drugiej połowy okresu Heian (794–1185) zawiera wzmianki o chramach shintō, wyposażonych w łaźnie zarówno o charakterze onsenów, czyli wykorzystujących gorące źródła naturalne, czy też w postaci furo opartych na ogrzewaniu wody. Tak też jest i dzisiaj. Hotel, ryokan, dom, czy mieszkanie nie mające dostępu do źródeł są wyposażane w tradycyjne lub nowoczesne furo.

## Zasady
W Japonii kąpiel służy dwóm celom: oczyszczeniu ciała i jego zrelaksowaniu. Pierwszym krokiem jest oczyszczenie ciała i odbywa się poza wanną. Kąpiący się siedzi na stołku i myje swoje ciało za pomocą głowicy prysznicowej i węża. Po zakończeniu spłukiwania mydła i szamponu, wchodzi się do wanny (zbiornik wody, furo-oke), aby wziąć relaksującą kąpiel.

## Galeria

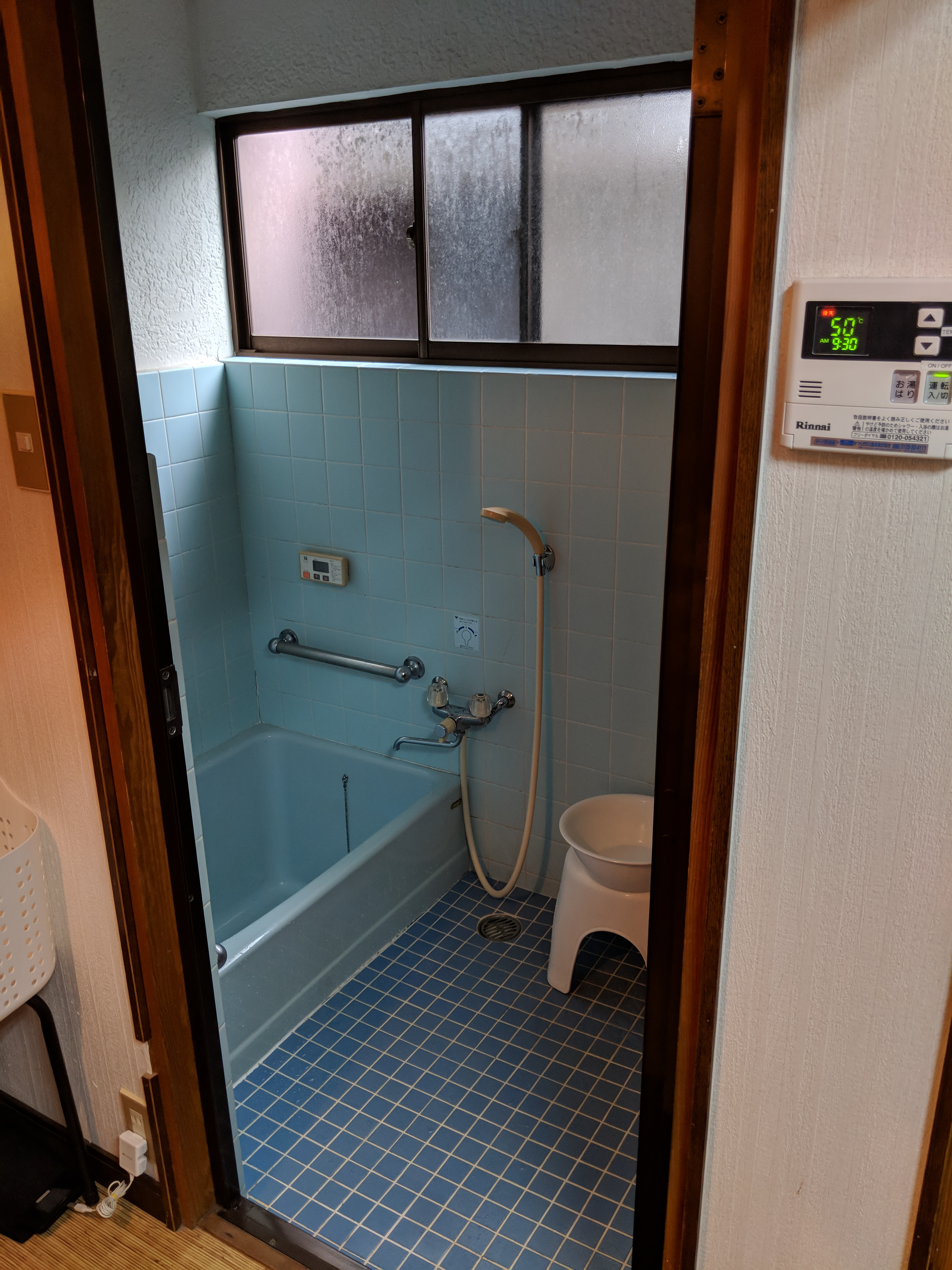
Furo
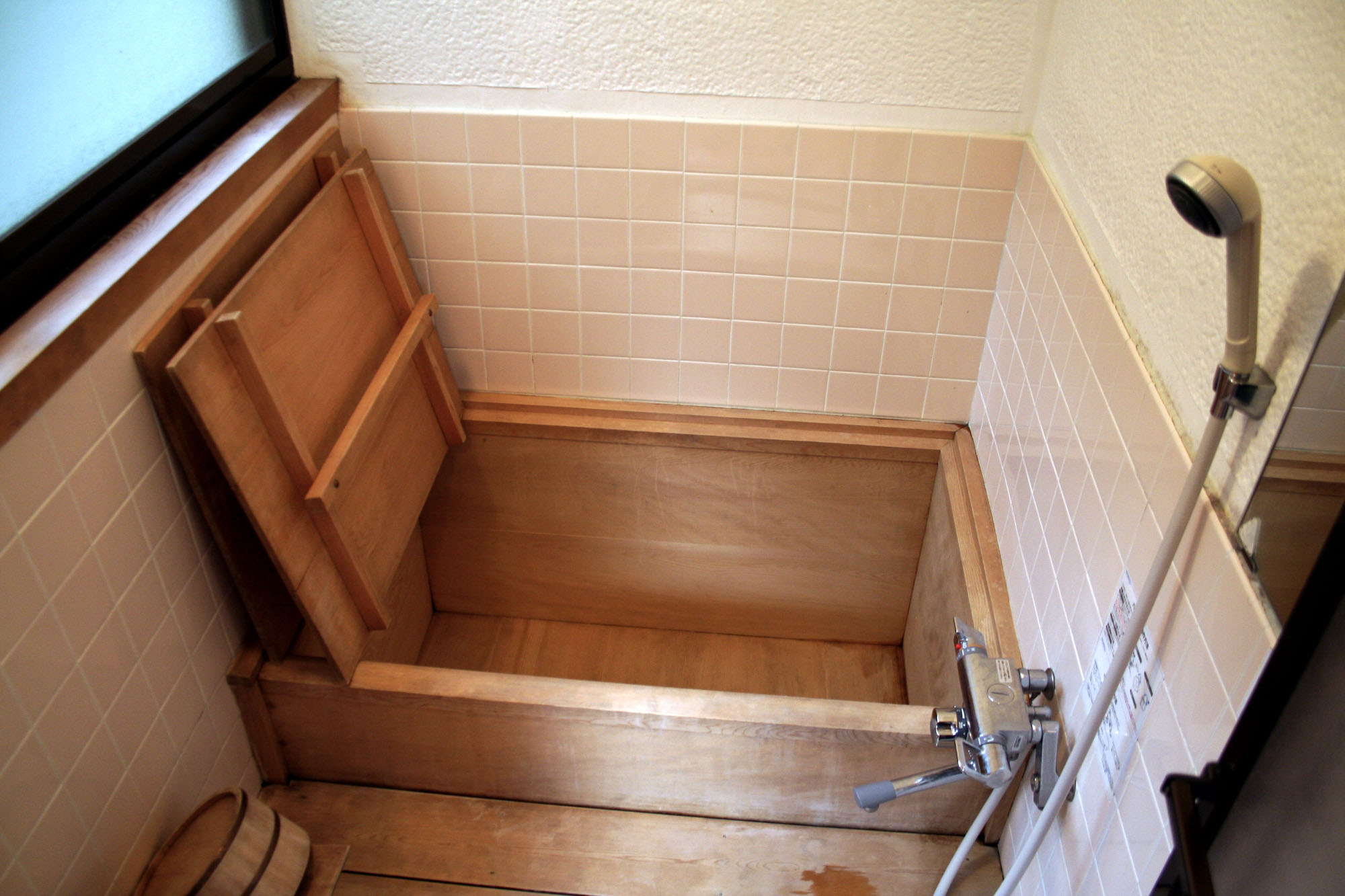
O-furo
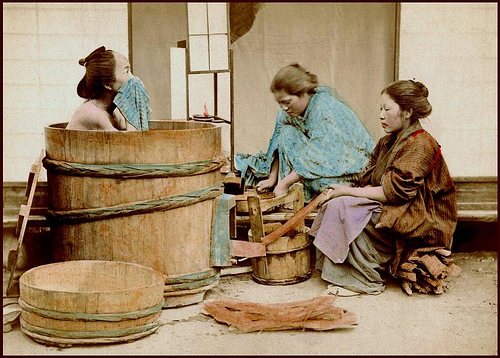
Kąpiel samuraja (1873)
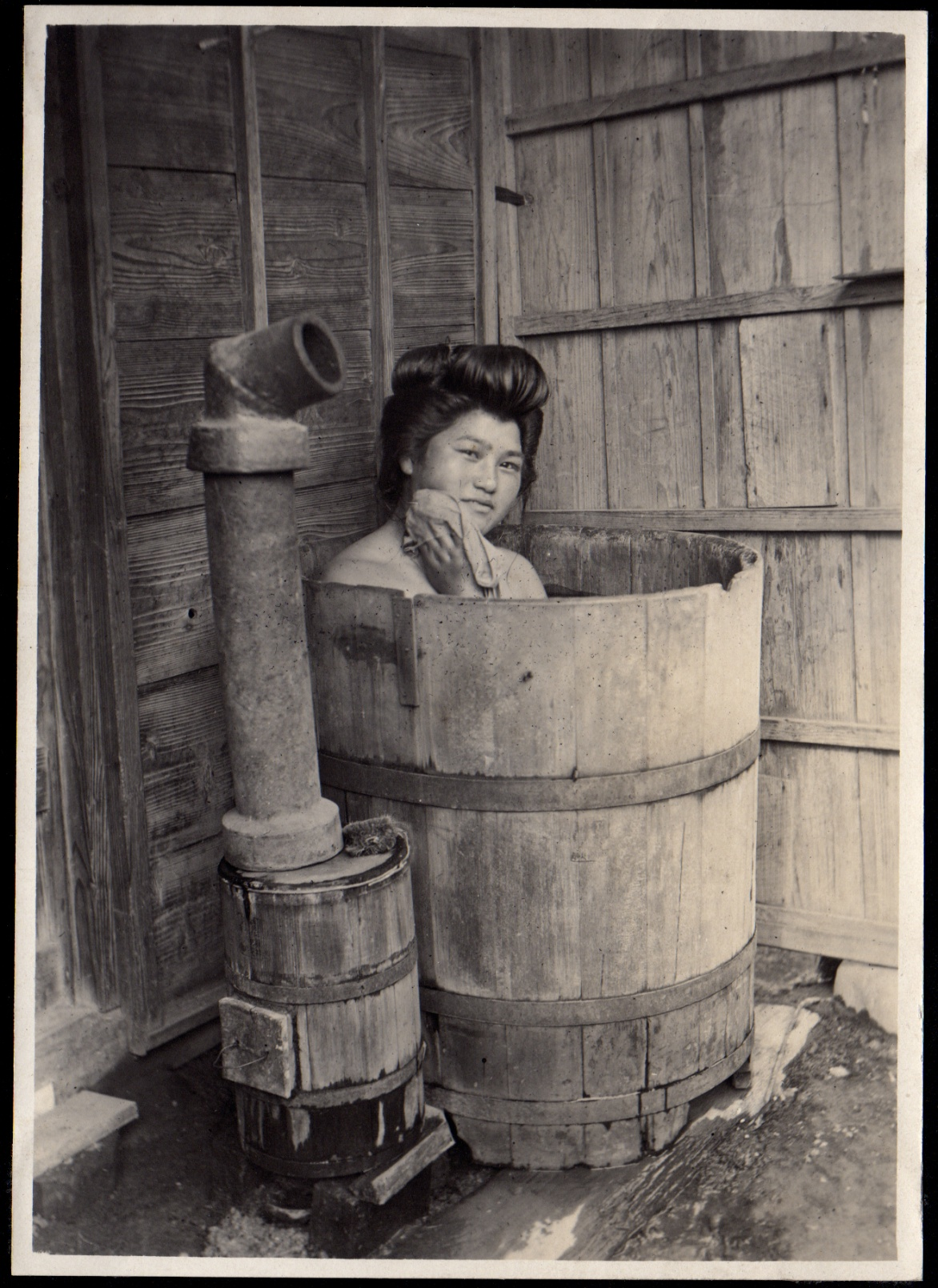
W kąpieli (1911)